# Alttrebbin

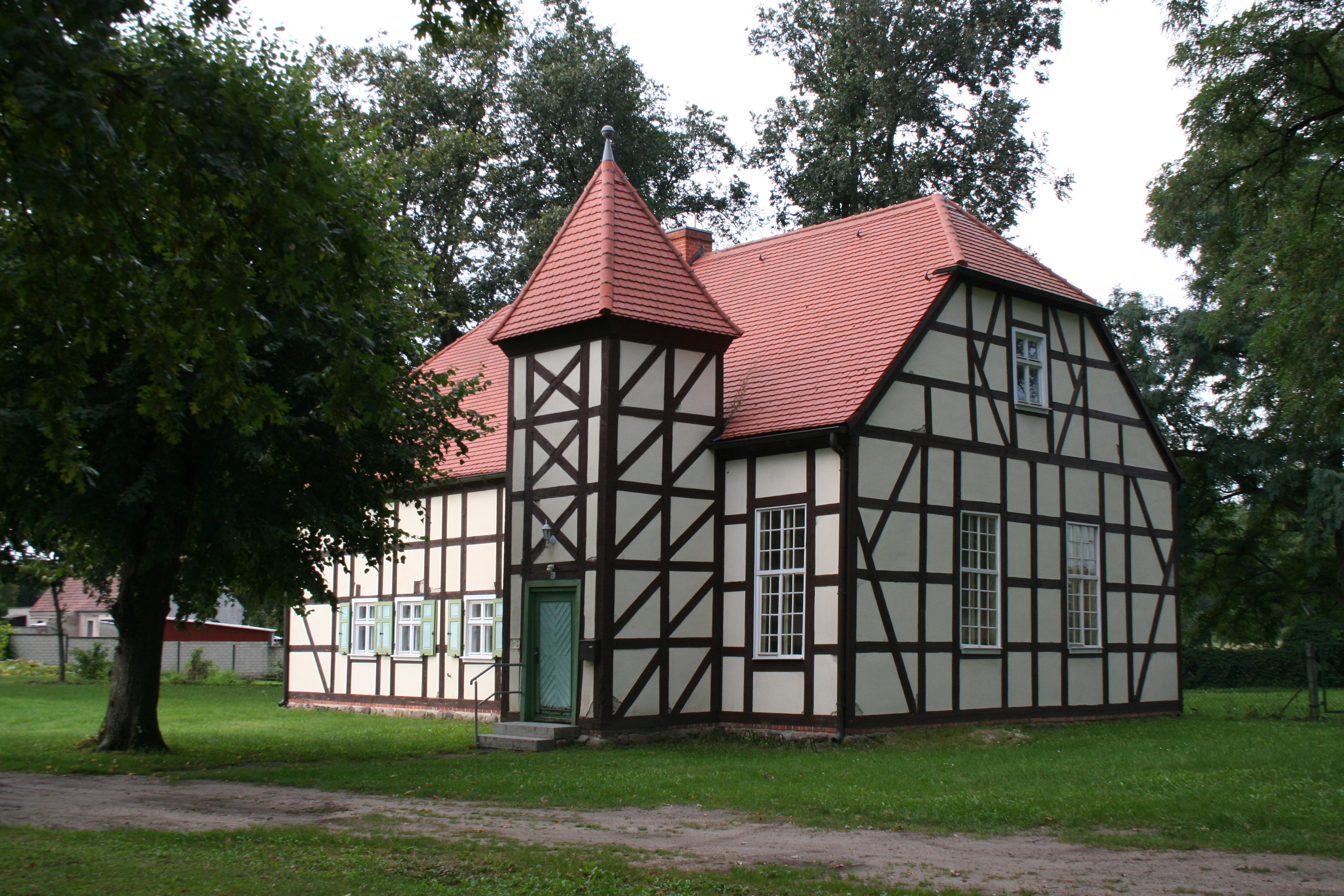
Das Schul- und Bethaus

Alttrebbin ist ein Dorf, das heute zur Gemeinde Neutrebbin im Landkreis Märkisch-Oderland gehört.

## Geographische Lage
Alttrebbin befindet sich etwa zwei Kilometer nördlich von Neutrebbin und etwa 15 Kilometer südöstlich von Wriezen.

## Geschichte
Bereits in der Steinzeit sind auf dem Gebiet von Alttrebbin Besiedlungen nachweisbar. Es wurde ein Steinbeil nordöstlich des Ortes gefunden. Urkundlich erwähnt wird der Ort das erste Mal 1349 als Trebinken. Mit Fertigstellung des Kolonistendorfes Neutrebbin im Jahre 1764 wird das Dorf Alttrebbin genannt. Im Jahre 1734 lebten hier 65 Personen, im Jahre 1764 89 Personen. Um 1800 lebten in den 15 Häuser der Lehnschulze, zehn Bauern, sechs Einlieger, ein Windmüller und ein Krüger, insgesamt waren das 122 Personen.
In der zweiten Hälfte des 18. Jahrhunderts wurde das Runddorf in östliche Richtung erweitert. Es entstand ein Dorfplatz mit einem Schul- und Bethaus. Die Kapelle wurde 1905 erbaut.
Im Jahre 1946 war die Einwohnerzahl auf 365 angewachsen, es wohnten zahlreiche Kriegsflüchtlinge im Ort. Im Jahre 1953 wurde die LPG „Oderland“ gegründet. Im Jahre 1957 kam Altlewin zur Gemeinde Alttrebbin. Seit 1997 gehören beide Dörfer zur Gemeinde Neutrebbin.
In Entstehung begriffen ist der Solarpark Alttrebbin.

## Baudenkmale
In Alttrebbin steht ein Gebäude unter Denkmalschutz: Das Schul- und Bethaus mit Glockenschauer wurde östlich des Runddorfes im Jahre 1820 erbaut. Im Jahre 1867 wurde das Schulhaus erweitert. Genutzt wurde das Schul- und Bethaus im Jahre 1833 von 25 Kindern, im Jahre 1900 waren es 43 Kinder. Nach dem Zweiten Weltkrieg wurde das Haus zunächst zum Wohnen genutzt, danach diente es als Kindergarten. Später wurde das Haus nicht genutzt und verfiel. 1990 wurde die Bausubstanz gesichert und bis 1995 saniert. Heute befindet sich hier das Gemeindezentrum des Ortes.
Das Haus ist ein Fachwerkhaus mit Krüppelwalmdach. Zur Straße hin steht ein Treppenturm mit einem Pyramidendach. Im östlichen Teil befindet sich der Betraum, im westlichen Teil der Schulraum. Der Glockenschauer entstand zur gleichen Zeit wie das Schul- und Bethaus. Es ist ein Fachwerkhaus mit Pyramidendach. Die Bronzeglocke im Inneren stammt aus dem Jahr 1851.